# Jamestown, Ohio
Jamestown là một làng thuộc quận Greene, tiểu bang Ohio, Hoa Kỳ. Năm 2010, dân số của làng này là 1993 người.

## Dân số
- Dân số năm 2000: 1917 người.
- Dân số năm 2010: 1993 người.